# Отркур е Пурон
Отркур е Пурон (фр. Autrecourt-et-Pourron) насеље је и општина у североисточној Француској у региону Шампања-Ардени, у департману Ардени која припада префектури Седан.
По подацима из 2011. године у општини је живело 353 становника, а густина насељености је износила 29,32 становника/km². Општина се простире на површини од 12,04 km². Налази се на средњој надморској висини од 165 метара.

## Демографија
| 1962. | 1968. | 1975. | 1982. | 1990. | 1999. | 2011. |
| ----- | ----- | ----- | ----- | ----- | ----- | ----- |
| 472   | 483   | 442   | 442   | 383   | 350   | 353   |

График промене броја становника у току последњих година